# 十和田市駅
十和田市駅（とわだしえき）は、かつて青森県十和田市東一番町に存在した十和田観光電鉄線の駅（廃駅）である。十和田観光電鉄線の廃線に伴い、2012年（平成24年）4月1日をもって廃止となった。

## 歴史
- 1922年（大正11年）9月5日：三本木駅として開業[1]。
- 1969年（昭和44年）5月15日：十和田市駅に改称[1]。
- 1985年（昭和60年）10月28日：三本木営業所跡地に「とうてつ駅ビル」を建設、駅機能を移転[1][2]。旧十和田市駅では引き続き貨物取扱を実施。
- 1986年（昭和61年）11月1日：貨物取扱を廃止[1]。これにともない、旧駅舎での駅業務を終了。
- 2002年（平成14年）：東北の駅百選に選定される。
- 2005年（平成17年）：十和田元町ショッピングセンター建設に伴い、旧十和田市駅舎および十和田観光電鉄旧本社社屋を解体。
- 2007年（平成19年）3月31日：駅ターミナル部分・銀行・郵便局を除き、駅ビル内のショッピングセンター「とうてつ 駅ビル店」を閉鎖。
- 2008年（平成20年）3月1日：旧・十和田観光電鉄を「とうてつ」に事業譲渡し、新・十和田観光電鉄に商号変更させた上で新会社による運営に伴い、同駅の管理を新会社に継承[1]。
- 2012年（平成24年）
  - 4月1日：鉄道廃止により、廃駅となる[1]。この日から運行が開始された鉄道代替バスは構内に乗り入れず、道路上に新設された十和田市駅停留所から発着する。
  - 4月13日：駅構内にあった、十鉄関連のテナントが撤退。構内に乗り入れていた鉄道代替バス以外の十鉄の路線バスもこの日の最終便をもって構内への乗り入れを終了。

## 駅構造
単式ホーム1面1線を有する地上駅であった。駅舎は駅ビルとなっており、出札窓口と改札口はビルの2階にあった。駅舎とホームとは稲生川と道路をまたぐ連絡通路で結ばれていた。
社員配置駅で、運輸事業部鉄道課（旧・鉄道部）が併設されていた。
出札窓口と自動券売機2台が設置されており、窓口では定期乗車券・硬券入場券・記念乗車券などの乗車券類の他に鉄道グッズを発売していた。
駅ビルには、ダイエーのFCである「ダイエーとうてつ駅ビル店」を中心として、多くのテナントが入居していた。
このことから「ショッピングセンター内にある駅舎」として、東北の駅百選に選定された。
その後、同駅ビルの再開発計画が打ち出されたものの一時頓挫、2007年（平成19年）3月31日に閉店した。
その後何度か駅ビルの再開発が計画されて建物は解体され、2014年（平成26年）4月までに跡地を保有する不動産開発会社ごと、スーパーマーケットをチェーン展開しているユニバースに買収された（詳細は#駅ビル再開発計画を参照）。
バス案内所、十和田電鉄観光社ツーリストサロン（旅行センター）、バスのりば、そばコーナー、売店は1階にある。また、バスターミナル近くにあるタクシー乗り場では、十鉄の子会社であるとうてつ交通が独占的に乗り入れ・待機しており、市内の他のタクシー事業者（青森タクシー・奥入瀬タクシー/八甲タクシー（2社共同配車）・三本木タクシー・十和田タクシー）については乗り入れ・待機はしていなかった。

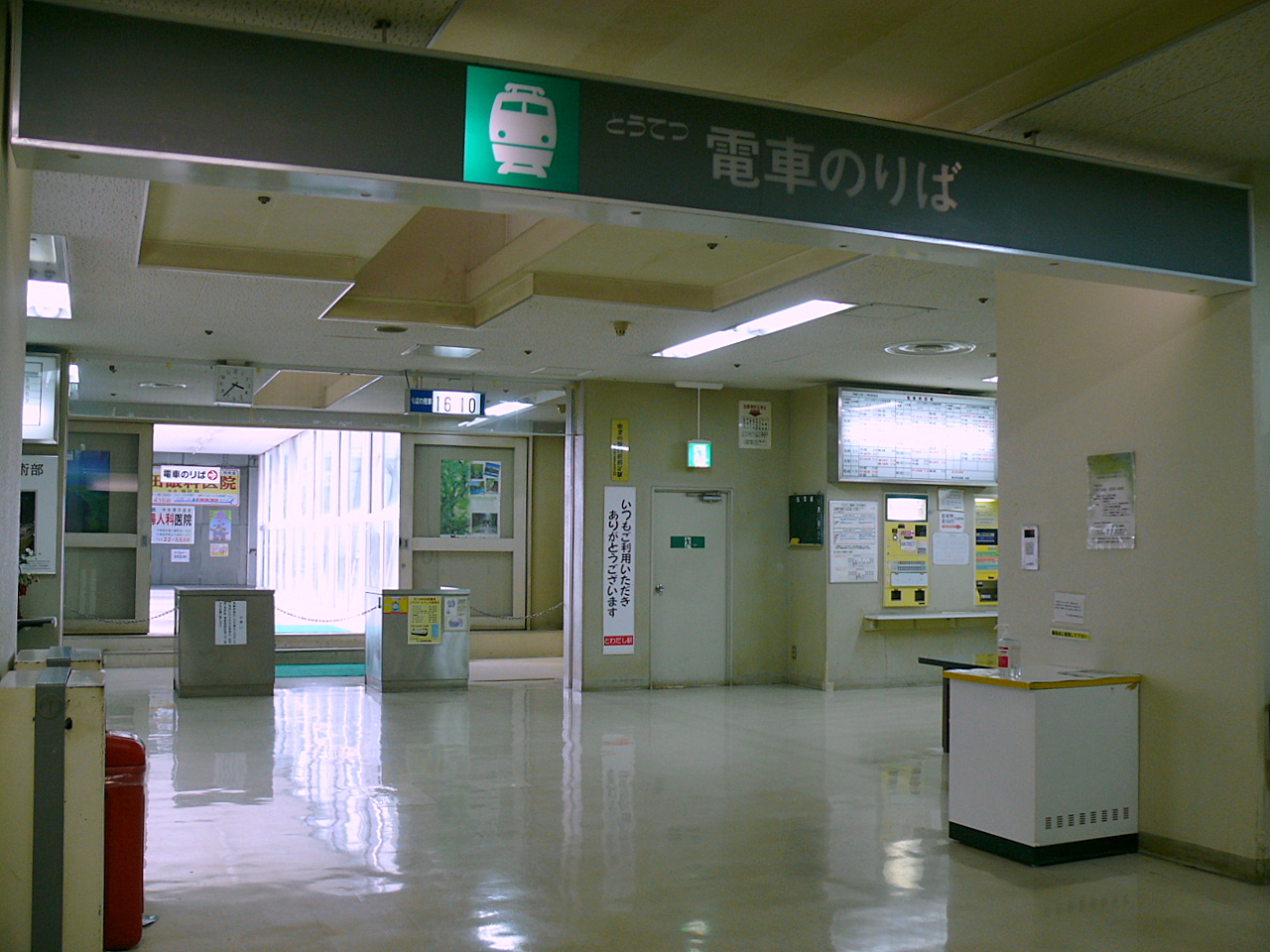
2階 鉄道駅改札口・コンコース（2009年9月）
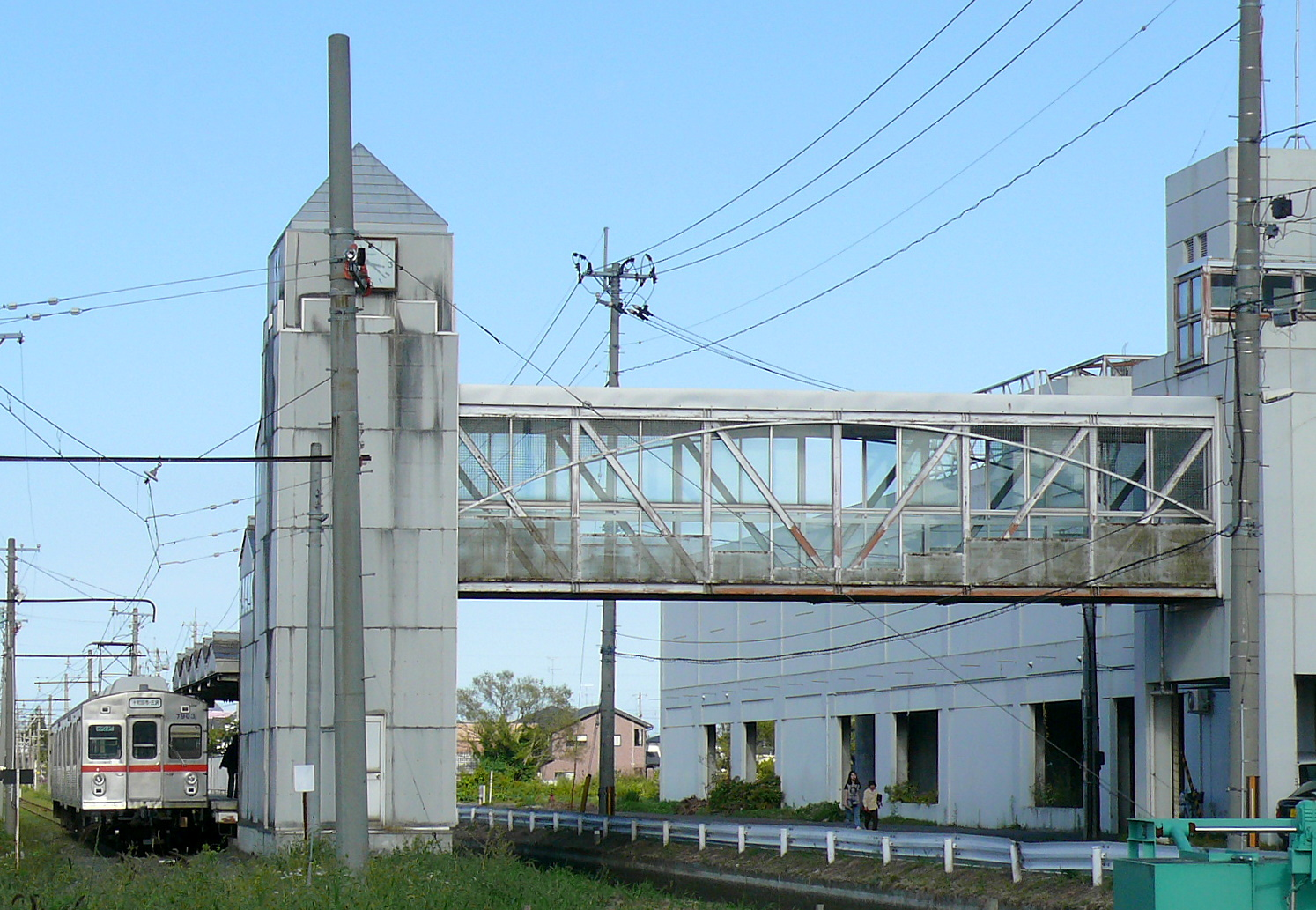
道路を跨ぐ連絡通路で結ばれている駅ビルとホーム（2009年9月）

## 駅周辺
- 十和田元町ショッピングセンター - 複合商業施設
  - ケーズデンキ十和田店
  - DCM十和田店
- 加賀EMS十和田
- 十和田市役所
- 十和田地域広域事務組合消防本部
- 十和田郵便局
- 十和田市現代美術館
- 山崎製パン十和田工場
- 稲生川

## バス路線
十和田観光電鉄・南部バス（現在は岩手県北自動車南部支社が事業継承）・国際興業バス（夜行高速バスのみ）が乗り入れており、駅廃止からバス停廃止後までの間も停留所名は各社とも「十和田市駅」のままで存続していた。

### 十和田観光電鉄バス（十和田市駅バスターミナル）
2012年4月13日までは、一部系統をのぞき駅ビル1階にあるバスターミナルから発着していた。

#### 1番のりば
- 特急青森線（七戸案内所・みちのく有料道路経由・青森駅・新青森駅方面）
- 七戸・野辺地線（七戸案内所・七戸十和田駅・野辺地駅・まかど温泉方面・一部芋久保経由七戸十和田駅行）
- 上北町線（洞内・立崎・上北町駅方面）
- 十和田湖観光線（十和田市現代美術館・十和田湖支所・焼山・子ノ口・十和田湖方面）※：季節運行
- イオンスーパーセンター十和田店シャトルバス（100円バス）（途中降車不可）
- 夜行高速バス「シリウス号」（八戸経由池袋駅東口・東京駅日本橋口行　十和田観光電鉄・国際興業共同運行）

#### 2番のりば
- 八戸線（六戸・下田駅/下田バイパス・イオンモール下田前・八戸駅・八戸中心街（八日町2番）<・ラピア:ただし1日3本のみ延長運行>方面）
- 六戸高校線
- 赤伏/指久保線（十和田市現代美術館・中央病院・十和田市中央・三高前・小林・藤島・米田・赤伏/指久保方面）
  - 十和田市駅発のバスは「赤伏」行の運行となるが、指久保方面へは途中の「四和中」バス停にて接続バスとの乗り換えができる。
- 喜多美町線（十和田市現代美術館・中央病院・十和田市中央・三高前・小林・喜多美町方面）
- 赤沼経由西高校線（十和田市中央・三高通り・赤沼・三日市・西高校方面）
- 日の出町経由三本木営業所行（十和田市中央・三高前・日の出町・三本木営業所方面）
- 一丁目経由三本木営業所行（十和田市中央・一丁目・三本木営業所方面）

#### 3番のりば
- 焼山線（十和田市中央・十和田市現代美術館・中央病院・十和田湖支所・法量・焼山方面）
- 東病院行
- 十和田市中央行

#### その他
- 十和田市駅バス案内所の入口にはバス乗車券自動券売機が設置されており、八戸線・青森線の往復乗車券や、1,000円以上の高額運賃用に5枚分の金額で6枚綴りとして発売される特殊回数券も購入することが可能だった。券売機で購入した乗車券は十和田市駅から十鉄バスに乗車する場合のみ有効で、南部バスには乗車できない（南部バスは回数券のみ有効だが、十和田市駅から発着する系統は運賃が1,000円以下なので実用性は低い）。
- 3番のりばの後方には降車専用で用いられるスペースがあった。
- 2012年（平成24年）4月1日より運行されている廃止代替バスはターミナル内には乗り入れず、道路上に新設されたバス停から発着していた（後述のように、2012年4月14日からは全ての十鉄バスがここから発着していた。）。
- 2016年3月25日にバス停が廃止になってからは近隣の「元町東」が代替のバス停として案内され、「十和田市駅」バス停を起終点とする便は全て元町東バス停を起終点となるように変更された。ただし、特急青森線は県道45号線（旧国道4号線）から十和田市駅方面に乗り入れるルートから県道45号線を直進するルートに変更された。これに伴い、「十和田市駅」バス停と共にルートから外れる「元町東」バス停への停車を廃止するかわりに、近隣の県道45号線沿いにある「元町」「十丁目」バス停への停車を開始した。

### 南部バス
南部バスの十和田市駅停留所は駅ビル内のバスターミナルには乗り入れず、隣接する道路側のバス停からの発車していた。
なお、南部バスは「十和田市駅」を出ると次の「元町東」には停車せず、その一つ先の「十丁目」に停車する。「元町東」はもともと旧十和田市駅として設置された停留所で、新駅舎移行後は「十鉄本社前」という名称で存続し、旧本社建屋解体の際に名称が変更になった。南部バスの「十和田市駅」停留所と「元町東」停留所は至近距離にあった。
なお、十和田市駅バス停廃止後、南部バスは十和田市駅バス停から600メートルほど東にある、折返施設として利用している場所に「東十一番町」バス停を設けたが、引き続き「元町東」バス停での乗降は出来ない。
- 150 五戸線（一丁目・三高前・小林・藤島・一本松・五戸駅方面）

## 駅ビル再開発計画
2000年代にダイエーとのフランチャイズ・商品供給契約を打ち切られた「とうてつ」は、三沢店（ビードルプラザ）とともにスーパーマーケット事業からの撤退を表明。
2006年（平成18年）12月に仙台市の開発業者「サンシティ」が、十和田市駅を含めた閉鎖後のショッピングセンター全体の再開発計画打ち出したが、土地・建物の価格面で折り合いが付かず、2007年（平成19年）3月30日にサンシティは再開発計画を断念した。
このため、後続のテナントが決定しないまま2007年（平成19年）3月31日をもって、駅ターミナル部分・銀行・郵便局部分を除いたショッピングセンター（とうてつ駅ビル店）全体が閉店した（十和田観光電鉄#スーパーマーケット事業も参照）。
その後同年10月30日には新たな再開発構想が浮上し、十鉄の親会社である国際興業が新たな開発業者として大和システム（大阪府大阪市）と交渉し、土地と建物の売却契約が結ばれて同社に譲渡された。
大和システムは2008年（平成20年）末開業の予定で新たな複合型ショッピングセンターを建設する構想を進めていたが、テナント募集が進まなかったことから2008年（平成20年）1月に 開業予定を一旦2009年（平成21年）下半期に先送りし、その後2008年（平成20年）12月に2010年（平成22年）下半期に再度先送りすることを十和田市側に申し入れたのち、2009年（平成21年）5月15日に再開発計画を凍結する方針を固めたことが表面化した。
そして、2010年（平成22年）10月に大和システムが民事再生法の適用を申請してその手続きに入ったことから、この再開計画は事実上白紙撤回された。
そこで、地元の不動産業者が受け皿となる不動産開発会社を設立して、2011年（平成23年）3月までに買収交渉を終えて取得し、地場資本による再開発を行う構想を発表した。
そして、2012年（平成24年）1月にスーパーマーケットを核店舗として物販・飲食や銀行などのテナントが入居する約8,000 m2の商業施設にアートやイベントなどで活用できる公益的機能を持たせた約1,000 m2の広場を併設した新たな複合商業施設を建設する構想が浮上した。
これに伴い、十鉄は建物所有者から2012年（平成24年）3月までに駅ビルから駅舎を撤退するよう求められていることを明らかにしており、沿線市町村に駅舎建て替えも含めた財政支援を求めていたが、支援を受けるのが困難なことや、利用者の低迷などから十和田観光電鉄は2012年（平成24年）3月末をもって鉄道線を廃止することになった。
2012年（平成24年）の鉄道線廃止が近づくと解体に向けた動きはさらに進捗し、駅構内に現存するテナントについても撤退や移転が進められた。青森銀行・JAバンク・青い森信用金庫のATMコーナーは2012年（平成24年）3月に撤退。十和田観光電鉄直営で人気のあった駅そば・売店や、バス窓口を含む十和田電鉄観光社の営業所は同年4月13日で構内での営業を終了し、いずれも現本社のある十和田市中央バスターミナルへ移転することになった。
またこれに伴い、構内へバスの乗り入れができなくなるため、十和田観光電鉄バスは4月14日始発便からそれまで鉄道代替バスのみが発着していた隣接する道路上の停留所にすべてのバスが発着していたが、バス停自体も2016年（平成28年）3月31日付で廃止され（十鉄バスは3月25日付で廃止）、十和田市の玄関口としての機能を完全に失った形となる（ただし、夜行高速バス「シリウス号」は2013年（平成25年）6月30日付で先行して停車を取りやめている。）。
駅ビル内に最後まで入居していた十和田東一番町郵便局は2012年（平成24年）10月29日に近隣の元町東地区へ移転し、「十和田元町郵便局」へ改称された。同様にみちのく銀行（現：青森みちのく銀行）十鉄駅ビル支店も2012年（平成24年）11月5日から敷地内に建設された新店舗へ移転。さらに、2013年（平成25年）2月に市中心部にあった十和田支店 と統合し（十鉄駅ビル支店の建物に十和田支店が移転）、店舗網の整理が行われた。
ところが、この不動産開発会社は建物の解体を行ったものの新たな施設を建設する前の段階に留まった状態で、2014年（平成26年）4月までにスーパーマーケットをチェーン展開しているユニバースに会社ごと売却されたため、同社に開発の主体が移る形となった。
ユニバースに開発主体が移ってからも2年ほどは工事の進捗がほとんど見られなかったが、2016年（平成28年）11月11日に近隣のユニバース東一番町店を移転する形で敷地内に大型商業施設「ユニバース十和田東ショッピングセンター」を開店し、駅ビル閉店から9年余りの月日を経て同地に商業施設が再設置された。

## その他
- かつて駅ビル内で営業していた駅そばは「十和田市中央」バス停の前に移転し[そば 1]、「とうてつ駅そば十和田店」として営業している[そば 2][そば 3][そば 4][そば 5]。同店を運営する十和田観光電鉄は2020年（令和2年）8月7日に三沢駅前に支店（「とうてつ駅そば三沢駅前店」[そば 2]）を開店している[そば 6][そば 7]（※店舗に関する略歴は十和田観光電鉄#飲食・売店業を参照）。

## 隣の駅
十和田観光電鉄
十和田観光電鉄線
ひがし野団地駅 - 十和田市駅

#### 本文
1. 1 2 3 4 5 6 7 8  “特集 希望の軌道”. 広報みさわ 2012年4月号 (三沢市) (2012年4月).
2. ↑  「私鉄年表」『私鉄車両編成表 '86年版』ジェー・アール・アール、1986年8月1日、152頁。
3. ↑  国際興業株式会社社史編纂室編集 『国際興業五十年史』 国際興業、1990年5月。
4. 1 2 3  “「とうてつ駅ビル」サンシティが交渉断念”. デーリー東北 (デーリー東北新聞社). (2007年3月31日)
5. 1 2  “旧とうてつ駅ビル跡地の開発会社を買収”. デーリー東北 (デーリー東北新聞社). (2014年5月1日)
6. ↑  “「とうてつ駅ビル店」 再開発構想が再浮上”. デーリー東北 (デーリー東北新聞社). (2007年10月31日)
7. 1 2 3 4  “十和田とうてつ駅ビル店 再開発計画を凍結”. デーリー東北 (デーリー東北新聞社). (2009年5月16日)
8. 1 2 3  “駅ビル再開発計画が3度目の延期/十和田”. デーリー東北 (デーリー東北新聞社). (2008年12月10日)
9. 1 2  “とうてつ駅ビル買収、再開発再始動へ”. デーリー東北 (デーリー東北新聞社). (2011年3月4日)
10. ↑  “とうてつ駅ビル跡地に商業施設”. 東奥日報(東奥日報社). (2012年1月26日)
11. ↑  十鉄が沿線市町に財政支援要請 東奥日報2011年8月19日. 2011年8月23日閲覧
12. ↑  【路線バス】十和田市駅停留所のりば変更について 十和田観光電鉄 2012年4月14日. 2012年11月9日閲覧
13. ↑  その代替として「十和田市中央」「三本木営業所」への停車が開始された。
14. ↑  十和田市駅(臨時)バス停留所をご利用のお客様へ 十和田観光電鉄 2016年3月11日. 2016年3月26日閲覧
15. ↑  路線バス時刻・経路の一部変更について 十和田観光電鉄 2016年3月11日. 2016年3月26日閲覧
16. ↑  4/1 「十和田市駅」バス停廃止（起終点変更）のお知らせ 南部バス 2016年3月18日. 2016年3月26日閲覧
17. ↑  移転・改称：十和田東一番町郵便局（青森県） 日本郵便 2012年9月27日. 2025年1月25日閲覧
18. ↑  十和田支店の跡地には新たに「稲生町支店」を設置して営業拠点は従来どおりのままであったが、2016年9月に十和田支店（現：青森みちのく銀行十和田中央支店）に統合して、十和田市に稲生町支店の土地と建物を寄贈。建物は取り壊されて十和田市地域交流センター「トワフル」が建設された。
19. ↑  十和田市内における営業店舗の移転・統合・新設について みちのく銀行 2012年8月1日. 2012年8月6日閲覧
20. ↑  後にユニバースに吸収される形で合併し、法人として消滅。
21. ↑  『ユニバース十和田東ショッピングセンター（青森県十和田市）』の新設 並びに『ユニバース十和田東店（現東一番町店の移転・新築）』の新規オープンのお知らせ ユニバース 2016年11月4日. 2016年11月6日閲覧

#### 駅そば
1. ↑  “とうてつ駅そば”. サンポウ スタッフブログ.   サンポウ（不動産業） (2018年3月29日). 2023年8月11日時点のオリジナルよりアーカイブ。2023年8月9日閲覧。
2. 1 2  “事業案内”.   十和田観光電鉄. 2013年4月13日時点のオリジナルよりアーカイブ。2023年8月9日閲覧。
3. ↑  伊藤唯行「ホームもレールもないのに「駅そば」 ファンが守った懐かしの味」『朝日新聞デジタル』2023年1月27日。オリジナルの2023年3月21日時点におけるアーカイブ。2023年8月9日閲覧。
4. ↑  “とうてつ駅そば 十和田店”. TOWADA TRAVEL.   十和田奥入瀬観光機構. 2023年3月31日時点のオリジナルよりアーカイブ。2023年8月9日閲覧。
5. ↑  「【北奥羽ぶらり味めぐり】（4）とうてつ駅そば十和田中央店（十和田市）満足感たっぷり駅そば」『デーリー東北デジタル』2020年10月24日。オリジナルの2021年12月23日時点におけるアーカイブ。2023年8月9日閲覧。
6. ↑  “帰ってきた「とうてつ駅そば」三沢駅前店オープン！”. まるごと青森.   青森県観光国際戦略局観光企画課 (2020年8月9日). 2023年3月28日時点のオリジナルよりアーカイブ。2023年8月9日閲覧。
7. ↑  「お待たせ！ 駅そば再開／三沢駅前「みくーる」に開店」『デーリー東北デジタル』2020年8月11日。オリジナルの2022年2月27日時点におけるアーカイブ。2023年8月9日閲覧。